# サルト川
サルト川（サルトがわ、フランス語: Sarthe）は、フランス西部を流れるロワール川水系の川である。水源はオルヌ県のムーラン＝ラ＝マルシュ付近。アンジェ北部でロワール川と合流。数キロ先でマイエンヌ川と合流しメーヌ川となり、下流でロワール川に注ぐ。
シャトーヌフ＝シュル＝サルトからメーヌ川の起点までの一帯は1995年に付近のロワール川、マイエンヌ川の氾濫原と共にラムサール条約登録地となった。氾濫原は草地およびトネリコ属、ヤナギ属の樹木が多く、ウズラクイナ、コモンクイナ、ヨーロッパビーバー、ヨーロッパルリボシカミキリにとっては重要な生息地で、多くのガンカモ類と渉禽類にとっては重要な中継地である。
川はサルト県の語源となった。

## 流域の自治体
- オルヌ県
- サルト県
- メーヌ＝エ＝ロワール県